# 猪瀬百合
猪瀬 百合（いのせ ゆり、1998年12月24日 - ）は、日本のモデル、女優である。東京都出身。スペースクラフト所属。

## 経歴
- NAVANA wigイメージモデル
- VOCEST! GOLD[1]

## 人物
- 特技はバトントワリングで、学生時代に全国1位になったことがある。他に書道、ピアノが得意。
- 趣味はダンス、語学勉強（英語・韓国語）、舞台鑑賞。
- 美容・ファッションおたくで、一時期はすべてのファッション雑誌を購入していた。
- 恐竜が好きで、過去にSHOWROOMで配布していたオリジナルアバターは恐竜のキャラクターだった。[2]

## 出演

### テレビ
- 「どうして私がフラれたの？」～壮絶フラれ話！美女限定の失恋バラエティ～内再現ドラマ「上京ラブストーリー」最終話・どうして私がフラれたの?（テレビ東京、2022年1月03日） - モデル 滋賀あやの 役
- 坂上&指原のつぶれない店★スーパー「ライフ」が「ワークマン女子」が新店で大行列!（TBS、2022年5月15日） - ワークマン女子編再現VTR
- ザ!世界仰天ニュース「芸能人仰天話スペシャル」（日本テレビ、2022年6月21日） - 再現ドラマ
- 全力坂「見次坂」（テレビ朝日、2022年8月8日）
- 全力坂「志村一丁目の坂」（テレビ朝日、2022年8月17日）
- BeauTV〜VoCE　ジブン・メイク「キリっとした強めのメイク」（テレビ朝日、2022年8月19日）

### ラジオ
- 津田翔也のstudy!（2021年6月14日）[3]

### 雑誌
- Girls Biker「MOTOMOTO」Vol.06夏号 表紙（2020年7月1日）[4]
- 健康365 2021年5月号（2021年3月16日）[5]
- ファッション&トラベル雑誌「SWELL」創刊号（2021年9月7日、メディアパル）
- 健康365 2022年2月号（2021年12月16日）[6]
- VOCE 2022年3月号（2022年1月21日）[7]
- VOCE 2022年4月号（2022年2月21日）[8]
- VOCE 2022年6月号（2022年4月21日）[9]
- VOCE 2022年7月号（2022年5月21日）[10]
- VOCE 2022年8月号（2022年6月21日）[11]

### インターネット
- itSnap【1週間コーデ】2020年6／30(火)〜7／4(土)最新ファッションをピックアップ♡7／4(土)（2020年6月30日）[12]
- ジェイジー vol.112 「ケンズカフェ東京」イメージガール・猪瀬百合さんインタビュー（2021年1月29日）[13]
- 東京カレンダー「金曜美女劇場」金曜美女劇場 Vol.124（2021年7月16日）[14]
- VOCEchannel　【目幅拡大！】自然に盛れるデカ目メイク[15]
- VOCEchannel　８ブランド 62アイテム 全部見せ！ 春の新作リップ 塗り比べ[16]
- VOCEchannel　【心地よい夏のベースメイクがわかる！】人気ヘアメイク3人が本気トーク！最新UV対策座談会[PR][17]
- VOCE　【肩こり＆たるみ解消に】簡単にできる！「胸鎖乳突筋ほぐし」[18]
- VOCE　キレイ印象は【胸鎖乳突筋】で決まる！「ケア方法は？」「触ると痛いのはナゼ？」基本を解説[19]
- ABEMA　ANIMALS‐アニマルズ‐[20]
- 全力坂　猪瀬百合さん全力完走後コメント【公式】全力坂2022年8月8日OA 見次坂[21]
- 全力坂　猪瀬百合さん全力完走後コメント【公式】全力坂2022年8月17日OA 志村一丁目の坂[22]
- BeauTV〜VoCE　8/19 ジブン・メイク「キリっとした強めのメイク」[23]
- レッツエンジョイ東京「絶景も行列スイーツもまるっと楽しむ！熱海～伊豆おすすめドライブ旅」[24]

### Music Video
- Double Ace 「PlanA/B」ヒロイン役（2019年6月28日）[25]

### 舞台
- ラフカット2021（2021年6月23日 - 6月27日）[26]

### ファッションショー
- ナゴヤファッションフェスタ（2019年12月5日）

### 広告
- ジョブコミットWeb CM
- ビレッジハウス CM（2019年1月）
- DAESE TOKYO 看板広告 井の頭線・渋谷駅ホーム（2019年10月7日 - 10月14日）
- LOVE PASSPORT公式アンバサダー（2020年1月22日）
- 特濃ミルク8.2「塩対応はじめました」篇（2021年10月7日）[27]
- 特濃ミルク8.2「おいしいわけない」篇（2021年10月7日）[28]
- 特濃ミルク8.2 メイキング映像（2021年11月1日）[29]
- 「体験王国いばらき」広告モデル（2021年10月1日 - 12月5日）[30]
- オミカレ
- NAVANA wigイメージモデル
- Only the best
- VOCEST! GOLD
- １本満足バー CM 「満足ラップだYO」篇 15秒（2022年4月14日）[31]
- １本満足バー 「満足ラップだYO」篇 TVCMメイキング（2022年4月14日）[32]
- パっとプリント「パプリ」TVCM動画　頼れるネット印刷30秒篇（2022年5月27日）[33]
- パっとプリント「パプリ」TVCM動画　頼れるネット印刷15秒篇（2022年5月27日）[34]
- よみうりランド「2022夏広告」（2022年7月1日 - 9月11日）
- オーティコン補聴器　大切な人の声が届く幸せ～車でのお迎え編～（2022年8月4日）[35]

## 受賞
- 振袖の一蔵【FGC2018】青のハートTwitter賞（2018年10月13日）[36]
- NAVANA Queen2020グランプリ[37]
- Tiktok「全日本ガールズダンスコンテスト」ジェイジー賞（2021年1月12日）